# Цитрулінемія
Цитрулінемі́я (дефект аргініносукцинатсинтетази) — автосомно-рецесивний розлад, який спричиняє порушення циклу сечовини в організмі, рідкісне спадкове захворювання (мутантний аллель локалізований на ділянці q34-qter довгого плеча хромосоми 9), що характеризується зниженням активності ферменту аргініносукцинатсинтетази. Описані випадки повної відсутності цього ферменту. Патологія супроводжується зростанням вмісту цитруліну, аміаку та інших токсичних речовин в крові та сечі, спостерігається затримання психічного розвитку.
Існує дві форми цитрулінемії, які мають різні ознаки та симптоми, і викликані мутаціями в різних генах. Цитрулінемія  належить до класу генетичних хвороб, загальна назва яких, ацидемії.

## І тип цитрулінемії
В інформаційній базі ОМІМ це захворювання стоїть під номером 215700, його інша назва — класична цитрулінемія. Хвороба, зазвичай проявляється в перші дні життя, часто відразу по народженню. Вражені нею діти можуть здаватися нормальними, але із накопиченням аміаку в організмі, хворі стають млявими, у них зникає апетит, з'являється блювання, виникають судоми та бувають випадки втрати свідомості. Ці порушення часто можуть бути небезпечними для життя. М'якше симптоми хвороби проявляються в дорослому віці, радше в дитинстві. У деяких осіб з генною мутацією, яка викликає цитрулінемію І типу, ознаки і симптоми захворювання є невідчутними. 
Цитрулінемія І типу — це найбільш поширений генетичний розлад (у порівнянні із іншими типами цитрулінемії), який виявляють в 1 дитини на 57 000 новонароджених у всьому світі. До виникнення цього захворювання призводять мутації в гені ASS.
Аргініносукцинат синтетази (ЕС 6.3.4.5) — це фермент, утворення якого кодується цим геном. Він відповідає за один етап циклу сечовини. Мутації в гені ASS знижують активність ферменту, що, відповідно, порушує цикл сечовини, а це в свою чергу перешкоджає ефективному виведенню надлишків азоту з організму. Надлишок азоту у формі аміаку та інших побічних продуктів циклу сечовини накопичуються в крові, що призводить до виникнення ознак, характерних для цитрулінемії І типу.

## Терапія
Для нормалізації метаболізму обмежують частку білка в харчовому раціоні, призначають аргінін для посилення екскреції цитруліну.

## Виноски
1. ↑  Аномалії та недостатність циклу сечовини. chemworld.com.ua (укр.). Архів оригіналу за 3 грудня 2016. Процитовано 4 квітня 2017. [Архівовано 2016-12-03 у Wayback Machine.]